# خورکرا
خرکرا دهستانی در استان آلباستهٔ اسپانیا است.
در این دهستان ۵۱۱ نفر زندگی می‌کنند. مساحت این دهستان ۶۷٫۹۵ کیلومتر مربع است.